# Modes rítmics

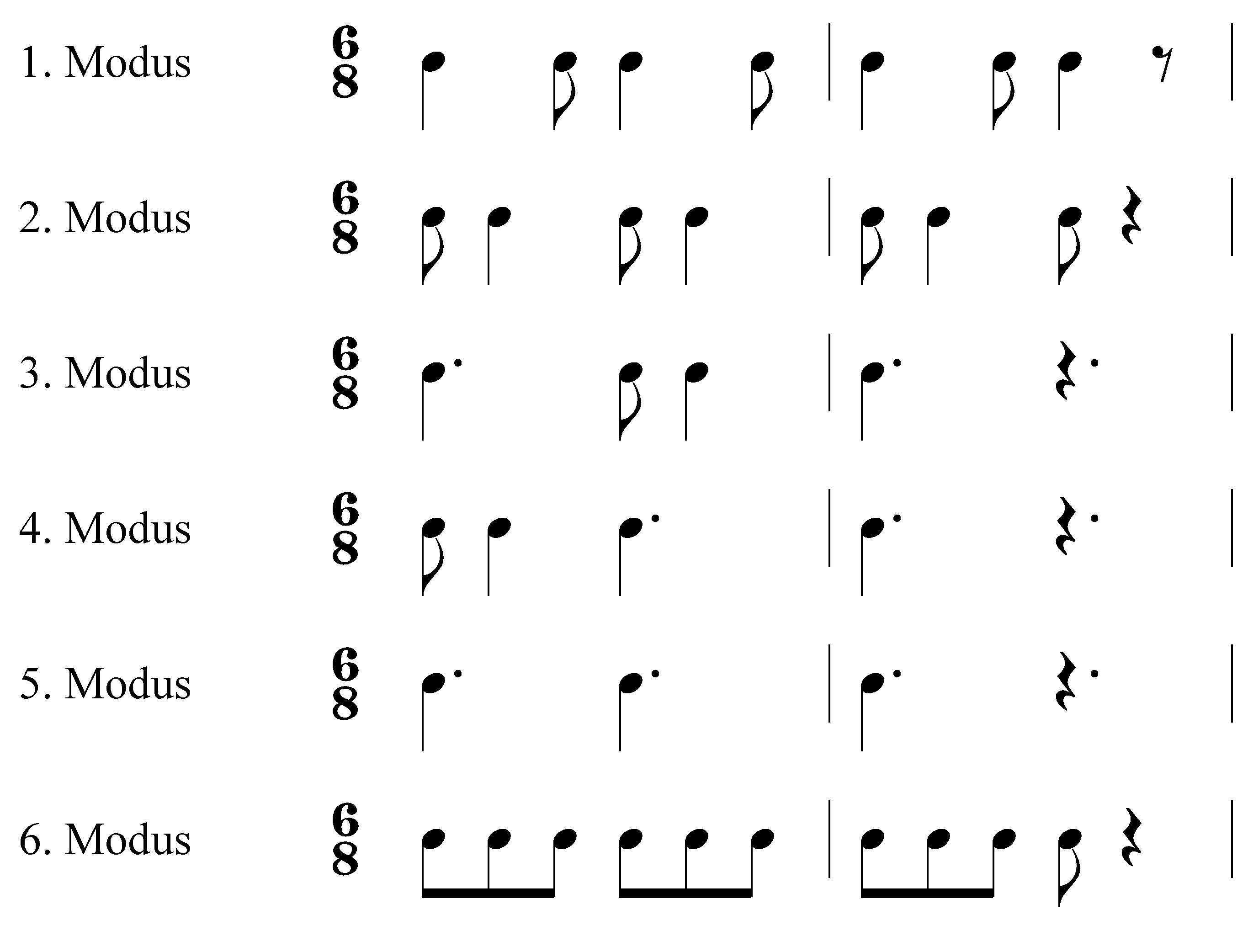
Els sis modes rítmics

A l'entorn de la música medieval, els modes rítmics van ser els patrons de durada (o ritmes) llargs i curts impostos en l'escriptura musical, que, d'altra banda, serien idèntiques.

## Història

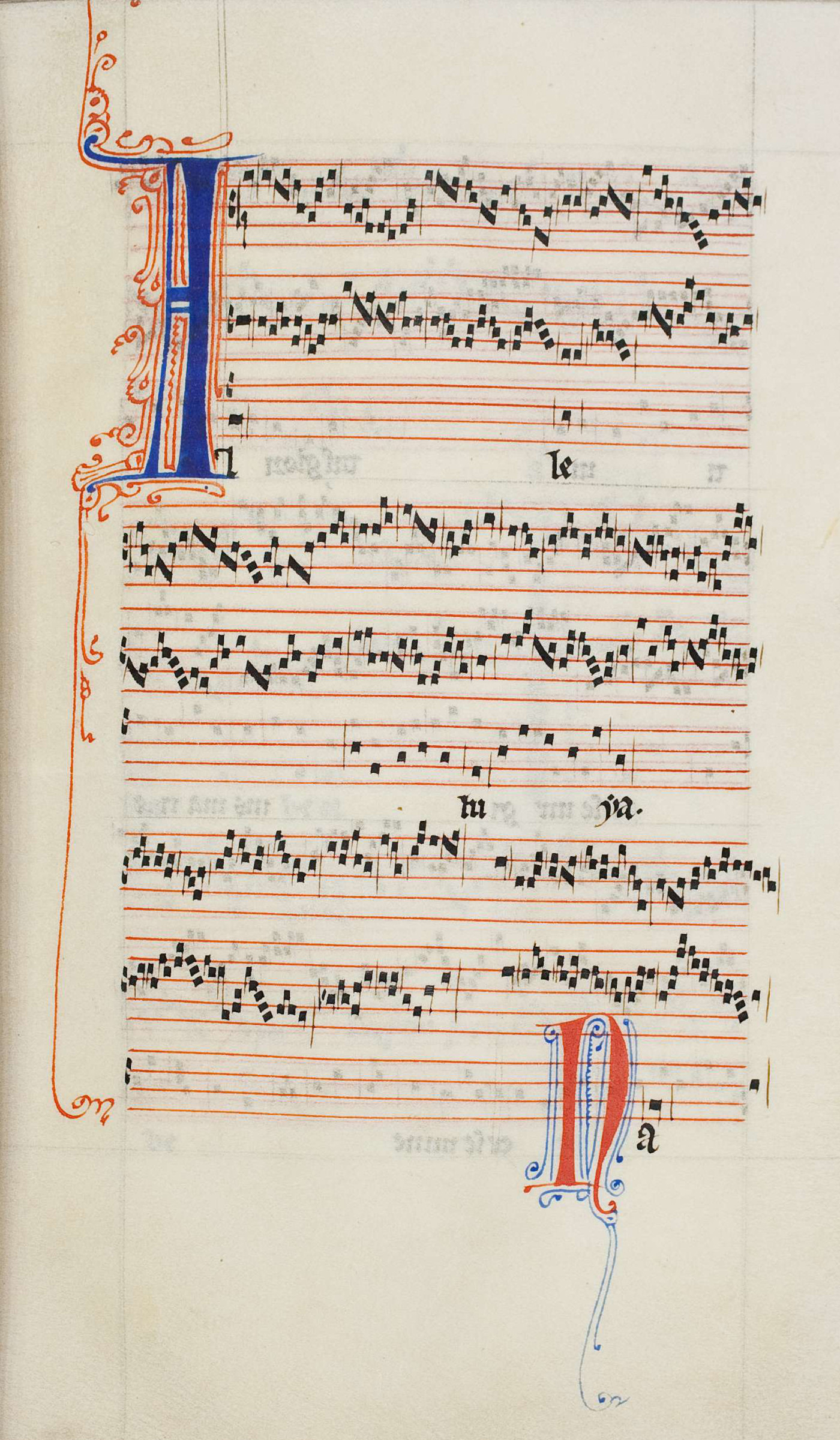
Pérotin, Alleluia nativitas, en tercer mode rítmic

La notació modal, que va ser desenvolupada pels compositors de l'Escola de Notre-Dame, entre 1170 i 1250, va substituir el ritme, encara no mesurat, de la primera polifonia i cant pla pels patrons basats en els peus mètrics de la poesia clàssica, i va ser el primer pas cap al desenvolupament de la moderna notació mensural. Les modes rítmics de la polifonia de Notre Dame són el primer indici en música escrita d'una durada determinada de les notes des de l'antiga Grècia.
Encara que l'ús dels modes rítmics és el tret més característic de la música tardana de l'Escola de Notre Dame, sobretot les composicions de Pérotin, també predominen en gran part de la resta de la música de l'ars antiqua a mitjans del segle xiii, aproximadament. Els tipus de composició que estaven impregnats pel ritme modal són els de l'organum (els més cèlebres, són l'organum triplum i l'organum quadruplum de Pérotin), el conductus i la clàusula de discanto de Notre Dame. Més endavant, en aquest mateix segle, els motets de Petrus de Cruce així com molts compositors anònims que conreaven les cláusulae de discanto, també utilitzaven el ritme modal, sovint amb una complexitat molt més gran que la que es pot trobar a principis de segle. Per exemple, hi ha passatges en els quals cada veu canta en una mode diferent, com si fos un idioma diferent.

## Descripció
En la majoria de les fonts es recullen sis modes rítmics, com ja es va explicar en un tractat anònim datat al voltant del 1240, titulat De mensurabili música (anteriorment atribuït a Johannes de Garlandia, i que ara se sap que va ser àmpliament corregit a finals del segle xiii). Cada mode consisteix en un breu patró de valors llargs i curts de les notes ("longas" i "breus") que es correspon amb un peu mètric, tal com es mostra en la mode següent:
1. Llarga - Breu (Troqueu)
2. Breu - Llarga (Iambe)
3. Llarga - Breu - Breu (Dàctil)
4. Breu - Breu - Llarga (Anapest)
5. Llarga - Llarga (Espondeu)
6. Breu - Breu - Breu (Tríbrac)

Encara que aquest sistema de sis modes va ser reconegut pels teòrics de l'Edat Mitjana, a la pràctica només els tres primers semblen haver estat els models estàndard del període modal. El segon mode és menys freqüent que el primer i tercer. El quart mode gairebé no apareix, per la seva banda el cinquè i el sisè són difícils de veure en el seu ritme uniforme. El cinquè mode es fa servir normalment només en la veu més baixa (o tenor).
Les transcripcions modernes dels sis modes generalment són les següents:
1. Troqueu: negra, corxera (en general, mesurat, per tant, en 3/8):
2. Iambe: corxera, negra (mesurat en 3/8):
3. Dàctil: negra amb punt, corxera, negra (mesurat en 6/8):
4. Anapest: corxera, negra, negra amb punt (mesurat en 6/8):
5. Espondeu: negra amb punt, negra amb punt (mesurat en 3/8 o 6/8):
6. Tríbrac: Corxera, corxera, corxera (mesurat en 3/8 o 6/8):

El sistema va ser concebut a finals del segle xii i es van utilitzar combinacions estereotipades de les lligadures per indicar les pautes de les notes llargues (longas) i de les notes curtes (breus), que permetien a l'intèrpret o executant reconèixer quin dels sis modes rítmics calia aplicar a un passatge determinat. Les notes lligades en grups de 3, 2, 2, 2, etc, indiquen la primera modalitat, 2, 2, 2, 2, ... 3, el segon mode, 1, 3, 3, 3, 3, etc, la tercera mode, 3, 3, 3, ... 1, el quart mode, 3, 3, 3, 3, etc, la mode cinquè i 4, 3, 3, 3, etc, el sisè.
Així doncs, la lectura i la interpretació de la música utilitzant els modes de notació rítmica es basa en el context. Després de reconèixer quin dels sis modes s'ha d'aplicar a un passatge de neumes, un cantor normalment seguirà en aquest mateix mode fins al final d'una frase, o una cadència. En les edicions modernes de la música medieval, els lligams estan representats per parèntesis horitzontals sobre les notes que hi figuren.
Tots els modes es regeixen per un principi de mètrica ternària, el que significa que cada mode tindrà un nombre de subdivisions divisible entre 3. Es creu que aquest tret pot tenir el seu origen en la teologia, en la qual la santíssima trinitat era símbol de perfecció i, com tota música busca la perfecció, per això havia de ser divisible en 3. Menys especulativa és la possible flexibilitat del ritme que permet la varietat i evita la monotonia. Les notes es podien dividir en unitats més curtes (fractio modifica), o dues unitats rítmiques de la mateixa mode podien combinar en una sola (extensions modificació).
Un ordo (plural ordines) és una frase construïda a partir d'una o més porcions d'un patró modal i que acaba en un silenci. Els ordines es descriuen en funció del nombre de repeticions i la posició del silenci final. Els "ordines perfectes" acaben amb la primera nota del patró seguida d'un silenci que substitueix la segona meitat del patró, i els "ordines imperfectes" acaben en l'última nota del patró seguida d'un silenci igual a la primera part. Els "ordines imperfectes" són pràcticament teòrics i rars en la pràctica, mentre que els "perfectes" són predominants.

## Teòrics
Entre els escriptors que van tractar el tema de les modes rítmics estan l'Anònim IV, que esmenta els noms dels compositors Léonin i Pérotin, així com algunes de les seves obres més importants, i Franco de Colònia, que va reconèixer les limitacions del sistema i va ser el primer a proposar un mètode de notació, en el qual la durada d'una nota era representada per la seva forma distintiva. Després de Garlandia, molts teòrics van tractar d'incloure el semibreu en el sistema. Lambertus va augmentar el nombre de modes fins a nou.